# Lijst van Stolpersteine in Haarlem

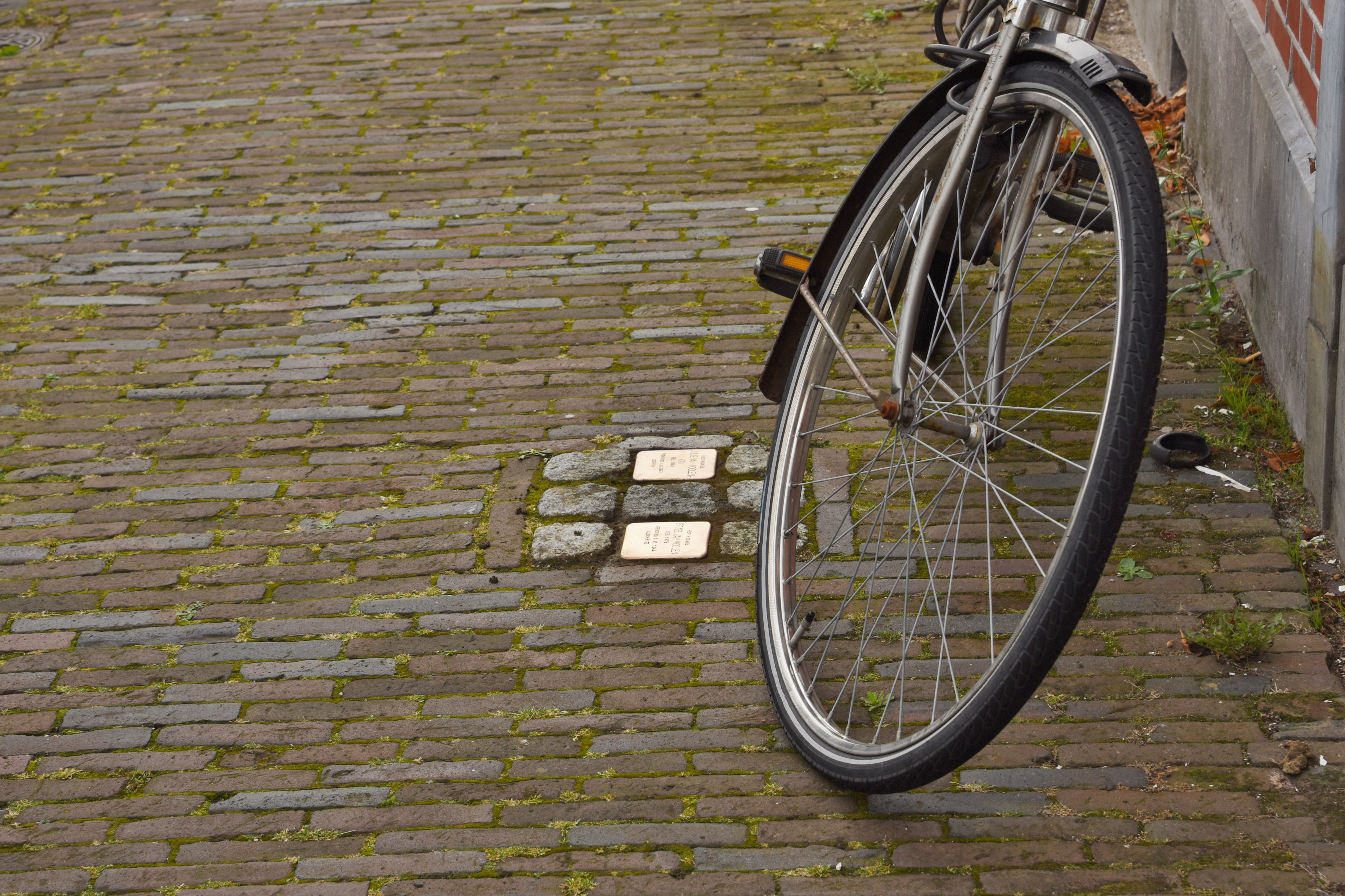
Stolpersteine voor Julie en Israel van Voolen aan het Spaarne

De lijst van Stolpersteine in Haarlem geeft een overzicht van de gedenkstenen in de gemeente Haarlem in de Nederlandse provincie Noord-Holland die zijn geplaatst in het kader van het Stolpersteine-project van de Duitse beeldhouwer-kunstenaar Gunter Demnig.
Stolpersteine zijn opgedragen aan slachtoffers van het nationaalsocialisme, al diegenen die zijn vervolgd, gedeporteerd, vermoord, gedwongen te emigreren of tot zelfmoord gedreven door het nazi-regime. Demnig legt voor elk slachtoffer een aparte steen, meestal voor de laatste zelfgekozen woning.
Omdat het Stolpersteine-project doorloopt, kan deze lijst onvolledig zijn.

## Stolpersteine
In de gemeente Haarlem liggen 256 Stolpersteine. Het doel van de stichting Struikelstenen Haarlem is binnen tien jaar voor alle 733 vermoorde Joodse stadgenoten een Stolperstein te plaatsen.

### Haarlem
| Stolperstein | Inscriptie | Adres                          | Herdachte persoon                                  |
| ------------ | --- | ------------------------------ | -------------------------------------------------- |
|              | HIER WOONDE JACQUES ALETRINO GEB. 1907 GEDEPORTEERD 20-4-1943 UIT WESTERBORK VERMOORD 23-4-1943 SOBIBOR                                                 | Duinoordstraat 28              | Jacques Aletrino (1907-1943)                       |
|              | HIER WOONDE REBECCA ALETRINO-DE VRIES GEB. 1903 GEDEPORTEERD 20-4-1943 UIT WESTERBORK VERMOORD 23-4-1943 SOBIBOR                                        | Duinoordstraat 28              | Rebecca Aletrino-de Vries (1903-1943)              |
|              | HIER WOONDE JOSEPHUS NICOLAAS BEEK GEB. 1921 GEDEPORTEERD 6-7-1943 UIT WESTERBORK VERMOORD 9-7-1943 SOBIBOR                                             | Hoofmanstraat 22               | Josephus Nicolaas Beek (1921-1943)                 |
|              | HIER WOONDE PHILIP BEEK GEB. 1915 GEVLUCHT GEARRESTEERD GEDEPORTEERD 1942 UIT AMERSFOORT VERMOORD 17-6-1942 BUCHENWALD                                  | Hoofmanstraat 22               | Philip Beek (1915-1942)                            |
|              | HIER WOONDE REBECCA ELIZABETH BEEK GEB. 1917 GEDEPORTEERD 1944 UIT WESTERBORK VERMOORD 30-4-1944 AUSCHWITZ                                              | Hoofmanstraat 22               | Rebecca Elizabeth Beek (1917-1944)                 |
|              | HIER WOONDE HENRIËTTE BEEK-BRAMSON GEB. 1882 GEDEPORTEERD 24-8-1943 UIT WESTERBORK VERMOORD 27-8-1943 AUSCHWITZ                                         | Hoofmanstraat 22               | Henriëtte Beek-Bramson (1882-1943)                 |
|              | HIER WOONDE ALFRED DE BRAVE GEB. 26-3-1941 GEDEPORTEERD 18-9-1942 UIT WESTERBORK VERMOORD 21-9-1942 AUSCHWITZ                                           | Veenbergplein 10 zwart         | Alfred de Brave (1941-1942)                        |
|              | HIER WOONDE JOSEPH DE BRAVE GEB. 1911 GEDEPORTEERD 1942 UIT WESTERBORK VERMOORD 31-12-1942 AUSCHWITZ                                                    | Veenbergplein 10 zwart         | Joseph de Brave (1911-1942)                        |
|              | HIER WOONDE SALOMON CHARLES DE BRAVE GEB. 1938 GEDEPORTEERD 18-9-1942 UIT WESTERBORK VERMOORD 21-9-1942 AUSCHWITZ                                       | Veenbergplein 10 zwart         | Salomon Charles de Brave (1938-1942)               |
|              | HIER WOONDE JOHANNA MARIA THERESIA DE BRAVE-PERELS GEB. 1913 DEDEPORTEERD 18-9-1942 UIT WESTERBORK VERMOORD 21-9-1942 AUSCHWITZ                         | Veenbergplein 10 zwart         | Johanna Maria Theresia de Brave-Perels (1913-1942) |
|              | HIER WOONDE HERMAN CALFF GEB. 1888 GEDEPORTEERD 6-7-1943 UIT WESTERBORK VERMOORD 9-7-1943 SOBIBOR                                                       | Kinderhuissingel 104           | Herman Calff (1888-1943)                           |
|              | HIER WOONDE RIKA CALFF-STOPPELMAN GEB. 1883 WED. VAN MOZES LEVI ZWARTSER GEDEPORTEERD 6-7-1943 UIT WESTERBORK VERMOORD 9-7-1943 SOBIBOR                 | Kinderhuissingel 104           | Rika Calff-Stoppelman (1883-1943)                  |
|              | HIER WOONDE BAREND CHAPON GEB. 1884 GEARRESTEERD 1.2.1943 GEFUSILLEERD 2.2.1943 BLOEMENDAAL                                                             | Spaarnelaan 25                 | Barend Chapon (1884-1943)                          |
|              | HIER WOONDE BERTHA ANNA CHAPON GEB. 1918 GEDEPORTEERD 9.2.1943 UIT WESTERBORK VERMOORD 12.2.1943 BIRKENAU                                               | Spaarnelaan 25                 | Bertha Anna Chapon (1918-1943)                     |
|              | HIER WOONDE HARTOG SAMUEL CHAPON GEB. 1917 GEDEPORTEERD 9.2.1943 UIT WESTERBORK VERMOORD 12.2.1943 BIRKENAU                                             | Spaarnelaan 25                 | Hartog Samuel Chapon (1917-1943)                   |
|              | HIER WOONDE JENNY CHAPON GEB. 1909 GEDEPORTEERD 9.2.1943 UIT WESTERBORK VERMOORD 12.2.1943 BIRKENAU                                                     | Spaarnelaan 25                 | Jenny Chapon (1909-1943)                           |
|              | HIER WOONDE MIETJE CHAPON-ZILVERBERG GEB. 1881 GEDEPORTEERD 9.2.1943 UIT WESTERBORK VERMOORD 12.2.1943 BIRKENAU                                         | Spaarnelaan 25                 | Mietje Chapon-Zilverberg (1881-1943)               |
|              | HIER WOONDE ELISABETH KLARA CITROEN GEB. 1904 GEDEPORTEERD 3-9-1944 UIT WESTERBORK VERMOORD 6-9-1944 AUSCHWITZ                                          | Brouwerskade 65                | Elisabeth Klara Citroen (1904-1944)                |
|              | HIER WOONDE CONSTANCE CITROEN-BRAMSON GEB. 1868 GEDEPORTEERD 3-9-1944 UIT WESTERBORK VERMOORD 6-9-1944 AUSCHWITZ                                        | Brouwerskade 65                | Constance Citroen-Bramson (1868-1944)              |
|              | HIER WOONDE GRETHA À COHEN GEB. 1930 GEDEPORTEERD 1944 UIT WESTERBORK VERMOORD 7-7-1944 AUSCHWITZ                                                       | Veenbergplein 8                | Gretha à Cohen (1930-1944)                         |
|              | HIER WOONDE MATTHIJS À COHEN GEB. 1904 GEDEPORTEERD 1944 UIT WESTERBORK VERMOORD 28-2-1945 MIDDEN-EUROPA                                                | Veenbergplein 8                | Matthijs à Cohen (1904-1945)                       |
|              | HIER WOONDE PAULA À COHEN GEB. 1933 GEDEPORTEERD 1944 UIT WESTERBORK VERMOORD 7-7-1944 AUSCHWITZ                                                        | Veenbergplein 8                | Paula à Cohen (1933-1944)                          |
|              | HIER WOONDE ROSETTA À COHEN-REIMER GEB. 1899 GEDEPORTEERD 1944 UIT WESTERBORK VERMOORD 7-7-1944 AUSCHWITZ                                               | Veenbergplein 8                | Rosetta à Cohen-Reimer (1899-1944)                 |
|              | HIER WOONDE LUDOVICUS ABRAHAM DANIËLS GEB. 1911 VERMOORD 11-6-1943 SOBIBOR                                                                              | Westergracht 65                | Ludovicus Abraham Daniëls (1911-1943)              |
|              | HIER WOONDE GEORGE DONDORP GEB. 1909 GEVLUCHT IN DE DOOD 16-5-1940 HAARLEM                                                                              | Bakenessergracht 38            | George Dondorp (1909-1940)                         |
|              | HIER WOONDE ELISABETH DONDORP-DINGSDAG GEB. 1908 GEVLUCHT IN DE DOOD 16-5-1940 HAARLEM                                                                  | Bakenessergracht 38            | Elisabeth Dondorp-Dingsdag (1908-1940)             |
|              | HIER WOONDE PHILIP FRANK GEB. 1910 GEARRESTEERD 31-1-1943 GEFUSILLEERD 2-2-1943 BLOEMENDAAL                                                             | Ripperdapark 26                | Philip Frank (1910-1943)                           |
|              | HIER WOONDE BERTHA FRANK-DINNER GEB. 1909 GEDEPORTEERD 9-2-1943 UIT WESTERBORK VERMOORD 12-2-1943 AUSCHWITZ                                             | Ripperdapark 26                | Bertha Frank-Dinner (1909-1943)                    |
|              | HIER WOONDE MICHIEL SIMON GAARKEUKEN GEB. 1903 GEVLUCHT 1943 LOT ONBEKEND                                                                               | Ridderstraat 6                 | Michiel Simon Gaarkeuken (1903-)                   |
|              | HIER WOONDE DUIFJE GAARKEUKEN-PEPER GEB. 1875 GEDEPORTEERD 28-8-1942 UIT WESTERBORK VERMOORD 31-8-1942 AUSCHWITZ                                        | Ridderstraat 6                 | Duifje Gaarkeuken-Peper (1875-1942)                |
|              | HIER WOONDE JACOB GANS GEB. 1920 GEDEPORTEERD 1944 UIT WESTERBORK VERMOORD 10-4-1945 BERGEN-BELSEN                                                      | Ridderstraat 6                 | Jacob Gans (1920-1945)                             |
|              | HIER WOONDE TOM SEBASTIAAN GANS GEB. 16-6-1944 GEDEPORTEERD 1944 UIT WESTERBORK VERMOORD 1-9-1944 BERGEN-BELSEN                                         | Ridderstraat 6                 | Tom Sebastiaan Gans (1944-1944)                    |
|              | HIER WOONDE CELINE GANS-CHITS GEB. 1911 GEDEPORTEERD 1944 UIT WESTERBORK VERMOORD 19-4-1945 SCHIPKAU                                                    | Ridderstraat 6                 | Celine Gans-Chits (1911-1945)                      |
|              | HIER WOONDE CLARA VAN GELDEREN GEB. 1923 GEDEPORTEERD 28-8-1942 UIT WESTERBORK VERMOORD 31-8-1942 AUSCHWITZ                                             | Korte Begijnestraat 29-RD      | Clara van Gelderen (1923–1942)                     |
|              | HIER WOONDE JACOB VAN GELDEREN GEB. 1926 GEDEPORTEERD 1942 UIT WESTERBORK VERMOORD 30-4-1943 MIDDEN-EUROPA                                              | Korte Begijnestraat 29-RD      | Jacob van Gelderen (1926–1943)                     |
|              | HIER WOONDE LENA VAN GELDEREN GEB. 1931 GEDEPORTEERD 28-8-1942 UIT WESTERBORK VERMOORD 31-8-1942 AUSCHWITZ                                              | Korte Begijnestraat 29-RD      | Lena van Gelderen (1931–1942)                      |
|              | HIER WOONDE MANUEL VAN GELDEREN GEB. 1882 GEDEPORTEERD 28-8-1942 UIT WESTERBORK VERMOORD 31-8-1942 AUSCHWITZ                                            | Korte Begijnestraat 29-RD      | Clara van Gelderen (1882–1942)                     |
|              | HIER WOONDE MARIE VAN GELDEREN GEB. 1925 GEDEPORTEERD 28-8-1942 UIT WESTERBORK VERMOORD 31-8-1942 AUSCHWITZ                                             | Korte Begijnestraat 29-RD      | Marie van Gelderen (1925–1942)                     |
|              | HIER WOONDE RACHEL VAN GELDEREN GEB. 1928 GEDEPORTEERD 28-8-1942 UIT WESTERBORK VERMOORD 31-8-1942 AUSCHWITZ                                            | Korte Begijnestraat 29-RD      | Rachel van Gelderen (1928–1942)                    |
|              | HIER WOONDE SONJA VAN GELDEREN GEB. 1936 GEDEPORTEERD 28-8-1942 UIT WESTERBORK VERMOORD 31-8-1942 AUSCHWITZ                                             | Korte Begijnestraat 29-RD      | Sonja van Gelderen (1936–1942)                     |
|              | HIER WOONDE SOPHIA VAN GELDEREN GEB. 1933 GEDEPORTEERD 28-8-1942 UIT WESTERBORK VERMOORD 31-8-1942 AUSCHWITZ                                            | Korte Begijnestraat 29-RD      | Sophia van Gelderen (1933–1942)                    |
|              | HIER WOONDE ESTER VAN GELDEREN- HILVERSUM GEB. 1894 GEDEPORTEERD 28-8-1942 UIT WESTERBORK VERMOORD 31-8-1942 AUSCHWITZ                                  | Korte Begijnestraat 29-RD      | Ester van Gelderen-Hilversum (1894–1942)           |
|              | HIER WOONDE DAVID GOUD GEB. 1915 GEDEPORTEERD 28-8-1942 UIT WESTERBORK VERMOORD 30-4-1943 MIDDEN-EUROPA                                                 | Jansstraat 87                  | David Goud (1915-1943)                             |
|              | HIER WOONDE ELIAS GOUD GEB. 1881 GEDEPORTEERD 28-8-1942 UIT WESTERBORK VERMOORD 31-8-1942 AUSCHWITZ                                                     | Jansstraat 87                  | Elias Goud (1881-1942)                             |
|              | HIER WOONDE TRUITJE SARA GOUD GEB. 1908 GEDEPORTEERD 1942 UIT WESTERBORK VERMOORD 31-10-1943 SOBIBOR                                                    | Jansstraat 87                  | Truitje Sara Goud (1908-1943)                      |
|              | HIER WOONDE BERTHA GOUD-STAAL GEB. 1877 GEDEPORTEERD 28-8-1942 UIT WESTERBORK VERMOORD 31-8-1942 AUSCHWITZ                                              | Jansstraat 87                  | Bertha Goud-Staal (1877-1942)                      |
|              | HIER WOONDE HENRI HOEK GEB. 1909 GEDEPORTEERD 18-5-1943 UIT WESTERBORK VERMOORD 21-5-1943 SOBIBOR                                                       | Van der Vinnestraat 9          | Henri Hoek (1909-1943)                             |
|              | HIER WOONDE JACQUES HOEK GEB. 1880 GEDEPORTEERD 20-4-1943 UIT WESTERBORK VERMOORD 23-4-1943 SOBIBOR                                                     | Van der Vinnestraat 9          | Jacques Hoek (1880-1943)                           |
|              | HIER WOONDE THEODOR ANDRIES HOEK GEB. 1925 GEDEPORTEERD 1-6-1943 UIT WESTERBORK VERMOORD 4-6-1943 SOBIBOR                                               | Van der Vinnestraat 9          | Theodor Andries Hoek (1925-1943)                   |
|              | HIER WOONDE ROOSJE HOEK-PRINS GEB. 1881 GEDEPORTEERD 20-4-1943 UIT WESTERBORK VERMOORD 23-4-1943 SOBIBOR                                                | Van der Vinnestraat 9          | Roosje Hoek-Prins (1881-1943)                      |
|              | HIER WOONDE GABRIEL JACOBS GEB. 1898 GEDEPORTEERD 1-6-1943 UIT WESTERBORK VERMOORD 4-6-1943 SOBIBOR                                                     | Pijntorenstraat 20             | Gabriël Jacobs (1898-1943)                         |
|              | HIER WOONDE HERMAN MAX JACOBS GEB. 1934 GEDEPORTEERD 1-6-1943 UIT WESTERBORK VERMOORD 4-6-1943 SOBIBOR                                                  | Pijntorenstraat 20             | Herman Max Jacobs (1934-1943)                      |
|              | HIER WOONDE ALICE ELKAN RIWKA JACOBS-MARCUS GEB. 1896 GEDEPORTEERD 1-6-1943 UIT WESTERBORK VERMOORD 4-6-1943 SOBIBOR                                    | Pijntorenstraat 20             | Alice Elkan Riwka Jacobs-Marcus (1896-1943)        |
|              | HIER WOONDE MEIJER JOËL GEB. 1930 GEDEPORTEERD 22-1-1943 UIT APELDOORNSCHE BOSCH VERMOORD 25-1-1943 AUSCHWITZ                                           | Bisschop Ottostraat 29         | Meijer Joël (1930-1943)                            |
|              | HIER WOONDE WILHEMINA SOPHIA JOËL GEB. 1928 GEDEPORTEERD 27-4-1943 UIT WESTERBORK VERMOORD 30-4-1943 SOBIBOR                                            | Bisschop Ottostraat 29         | Wilhelmina Sophia Joël (1928-1943)                 |
|              | HIER WOONDE AALTJE JOËL-OLMAN GEB. 1901 GEDEPORTEERD 27-4-1943 UIT WESTERBORK VERMOORD 30-4-1943 SOBIBOR                                                | Bisschop Ottostraat 29         | Aaltje Joël-Olman (1901-1943)                      |
|              | HIER WOONDE CORRIE DE JONG GEB. 1929 GEDEPORTEERD 28-8-1942 UIT WESTERBORK VERMOORD 31-8-1942 AUSCHWITZ                                                 | Bakenessergracht 48            | Corrie de Jong (1929-1942)                         |
|              | HIER WOONDE ELIE DE JONG GEB. 1927 GEDEPORTEERD 1942 UIT WESTERBORK VERMOORD 30-4-1943 MIDDEN-EUROPA                                                    | Bakenessergracht 48            | Elie de Jong (1927-1943)                           |
|              | HIER WOONDE HARTOG SIMON DE JONG GEB. 1918 GEDEPORTEERD 1942 UIT WESTERBORK VERMOORD 28-2-1943 AUSCHWITZ                                                | Bakenessergracht 48            | Hartog Simon de Jong (1918-1943)                   |
|              | HIER WOONDE JACOB DE JONG GEB. 1921 GEDEPORTEERD 1942 UIT WESTERBORK VERMOORD 30-4-1943 MIDDEN-EUROPA                                                   | Bakenessergracht 48            | Jacob de Jong (1921-1943)                          |
|              | HIER WOONDE SCHOONTJE DE JONG GEB. 1917 GEDEPORTEERD 1944 UIT WESTERBORK VERMOORD 31-8-1944 AUSCHWITZ                                                   | Bakenessergracht 48            | Schoontje de Jong (1917-1944)                      |
|              | HIER WOONDE SIMON DE JONG GEB. 1884 GEDEPORTEERD 28-8-1942 UIT WESTERBORK VERMOORD 31-8-1942 AUSCHWITZ                                                  | Bakenessergracht 48            | Simon de Jong (1884-1942)                          |
|              | HIER WOONDE RACHEL DE JONG- COHEN DE SOLLA GEB. 1892 GEDEPORTEERD 16-11-1943 UIT WESTERBORK VERMOORD 19-11-1943 AUSCHWITZ                               | Bakenessergracht 48            | Rachel de Jong-Cohen de Solla (1892-1943)          |
|              | HIER WOONDE BETSY KETELLAPPER GEB. 1924 GEDEPORTEERD 25-5-1943 UIT WESTERBORK VERMOORD 28-5-1943 SOBIBOR                                                | Bisschop Ottostraat 29         | Betsy Ketellapper (1924-1943)                      |
|              | HIER WOONDE HARTOG KETELLAPPER GEB. 1893 GEDEPORTEERD 25-5-1943 UIT WESTERBORK VERMOORD 28-5-1943 SOBIBOR                                               | Bisschop Ottostraat 29         | Hartog Ketellapper (1893-1943)                     |
|              | HIER WOONDE RACHEL KETELLAPPER GEB. 1927 GEDEPORTEERD 25-5-1943 UIT WESTERBORK VERMOORD 28-5-1943 SOBIBOR                                               | Bisschop Ottostraat 29         | Rachel Ketellapper (1927-1943)                     |
|              | HIER WOONDE ROOSJE KETELLAPPER GEB. 1932 GEDEPORTEERD 25-5-1943 UIT WESTERBORK VERMOORD 28-5-1943 SOBIBOR                                               | Bisschop Ottostraat 29         | Roosje Ketellapper (1932-1943)                     |
|              | HIER WOONDE SAMUEL KETELLAPPER GEB. 1929 GEDEPORTEERD 25-5-1943 UIT WESTERBORK VERMOORD 28-5-1943 SOBIBOR                                               | Bisschop Ottostraat 29         | Samuel Ketellapper (1929-1943)                     |
|              | HIER WOONDE SARA VAN KONINGSBRUGGE- DE JONG GEB. 1914 GEDEPORTEERD 1944 UIT WESTERBORK VERMOORD 21-1-1945 AUSCHWITZ                                     | Bakenessergracht 48            | Sara van Koningsbrugge-de Jong (1914-1945)         |
|              | HIER WOONDE ABRAHAM MANHEIM GEB. 1915 GEDEPORTEERD 1942 UIT WESTERBORK VERMOORD 28-2-1943 AUSCHWITZ                                                     | Kinderhuisvest 3               | Abraham Manheim (1915-1943)                        |
|              | HIER WOONDE MARCUS MELIONO GEB. 1910 GEDEPORTEERD 17-3-1943 UIT WESTERBORK VERMOORD 20-3-1943 SOBIBOR                                                   | Oudaenstraat 15                | Marcus Meliono (1910-1943)                         |
|              | HIER WOONDE MARGARETHA FREDERIKA MELIONO-CAUVEREN GEB. 1914 GEDEPORTEERD 17-3-1943 UIT WESTERBORK VERMOORD 20-3-1943 SOBIBOR                            | Oudaenstraat 15                | Margaretha Fredrika Meliono-Cauveren (1914-1943)   |
|              | HIER WOONDE MATTHA AMALIE POLAK GEB. 1893 GEDEPORTEERD 19-10-1943 UIT WESTERBORK VERMOORD 22-10-1943 AUSCHWITZ                                          | Prinsesselaan 29               | Mattha Amalie Polak (1893–1943)                    |
|              | HIER WOONDE MARIE ROOZENDAAL GEB. 1888 GEDEPORTEERD 3-9-1944 UIT WESTERBORK VERMOORD 5-9-1944 AUSCHWITZ                                                 | Bakenessergracht 43            | Marie Roozendaal (1888-1944)                       |
|              | HIER WOONDE DAVID SANDERS GEB. 1902 GEDEPORTEERD 7.9.1943 UIT WESTERBORK VERMOORD 10.9.1943 AUSCHWITZ                                                   | Delftlaan 193                  | David Sanders (1902-1943)                          |
|              | HIER WOONDE ELBERT DAAN SANDERS GEB. 1939 GEDEPORTEERD 7.9.1943 UIT WESTERBORK VERMOORD 10.9.1943 AUSCHWITZ                                             | Delftlaan 193                  | Elbert Daan Sanders (1939-1943)                    |
|              | HIER WOONDE ELINE SANDERS GEB. 1932 GEDEPORTEERD 7.9.1943 UIT WESTERBORK VERMOORD 10.9.1943 AUSCHWITZ                                                   | Delftlaan 193                  | Eline Sanders (1932-1943)                          |
|              | HIER WOONDE MARIE LENA SANDERS GEB. 1934 GEDEPORTEERD 7.9.1943 UIT WESTERBORK VERMOORD 10.9.1943 AUSCHWITZ                                              | Delftlaan 193                  | Marie Lena Sanders (1934-1943)                     |
|              | HIER WOONDE CLARA SOPHIE SANDERS-KEIZER GEB. 1902 GEDEPORTEERD 7.9.1943 UIT WESTERBORK VERMOORD 10.9.1943 AUSCHWITZ                                     | Delftlaan 193                  | Clara Sophia Sanders-Keizer (1902-1943)            |
|              | HIER WOONDE NETTA SIGMUND GEB. 1870 GEDEPORTEERD 23-3-1943 UIT WESTERBORK VERMOORD 26-3-1943 SOBIBOR                                                    | Weteringstraat 24              | Netta Sigmund (1870-1943)                          |
|              | HIER WOONDE SALOMON SIMONS GEB. 1896 GEDEPORTEERD 29-6-1943 UIT WESTERBORK VERMOORD 2-7-1943 SOBIBOR                                                    | Zaanenlaan 79                  | Salomon Simons (1896-1943)                         |
|              | HIER WOONDE JOHANNA ANNELISE SIMONS-WOUDSTRA GEB. 1909 GEDEPORTEERD 29-6-1943 UIT WESTERBORK VERMOORD 2-7-1943 SOBIBOR                                  | Zaanenlaan 79                  | Johanna Annelise Simons-Woudstra (1909-1943)       |
|              | HIER WOONDE ALEXANDER SJOUWERMAN GEB. 1914 GEDEPORTEERD 23-3-1943 UIT WESTERBORK VERMOORD 26-3-1943 SOBIBOR                                             | P.C. Hooftstraat 4             | Alexander Sjouwerman (1914-1943)                   |
|              | HIER WOONDE TOBIAS SJOUWERMAN GEB. 1886 GEDEPORTEERD 23-3-1943 UIT WESTERBORK VERMOORD 26-3-1943 SOBIBOR                                                | P.C. Hooftstraat 4             | Tobias Sjouwerman (1886-1943)                      |
|              | HIER WOONDE GEERTRUIDA SJOUWERMAN- POLAK GEB. 1892 GEDEPORTEERD 23-3-1943 UIT WESTERBORK VERMOORD 26-3-1943 SOBIBOR                                     | P.C. Hooftstraat 4             | Geertruida Sjouwerman-Polak (1892-1943)            |
|              | HIER WOONDE SAMUEL VIS GEB. 1874 GEARRESTEERD 1942 OPGEHANGEN 6-11-1942 AMERSFOORT                                                                      | Gedempte Schalkburgergracht 31 | Samuel Vis (1874-1942)                             |
|              | HIER WOONDE DEBORA VIS-DE JONG GEB. 1886 GEDEPORTEERD 12-12-1942 UIT WESTERBORK VERMOORD 15-12-1942 AUSCHWITZ                                           | Gedempte Schalkburgergracht 31 | Debora Vis-de Jong (1886-1942)                     |
|              | HIER WOONDE ISRAEL VAN VOOLEN GEB. 1875 VERMOORD 5.11.1942 AUSCHWITZ                                                                                    | Spaarne 25                     | Israel van Voolen (1875-1942)                      |
|              | HIER WOONDE JOHNNY VAN VOOLEN GEB. 1935 GEDEPORTEERD 31-8-1943 UIT WESTERBORK VERMOORD 3-9-1943 AUSCHWITZ                                               | Lorentzplein 11                | Johnny van Voolen (1935-1943)                      |
|              | HIER WOONDE MAURITS VAN VOOLEN GEB. 1909 GEDEPORTEERD 1943 UIT WESTERBORK VERMOORD 1-4-1944 WARSCHAU                                                    | Lorentzplein 11                | Maurits van Voolen (1909-1944)                     |
|              | HIER WOONDE JULIE VAN VOOLEN- KAN GEB. 1885 VERMOORD 4.6.1943 SOBIBOR                                                                                   | Spaarne 25                     | Julie van Voolen-Kan (1885-1943)                   |
|              | HIER WOONDE MALLY RUCHEL VAN VOOLEN-ROSENFELD GEB. 1912 GEDEPORTEERD 31-8-1943 UIT WESTERBORK VERMOORD 3-9-1943 AUSCHWITZ                               | Lorentzplein 11                | Mally Ruchel van Voolen-Rosenfeld (1912-1943)      |
|              | HIER WOONDE BENJAMIN DE VRIES GEB. 1919 GEDEPORTEERD 1942 UIT WESTERBORK VERMOORD 31-3-1944 SAKRAU                                                      | Lourens Costerstraat 15        | Benjamin de Vries (1919-1944)                      |
|              | HIER WOONDE DORA DE VRIES GEB. 1921 GEDEPORTEERD 28-8-1942 UIT WESTERBORK VERMOORD 31-8-1942 AUSCHWITZ                                                  | Lourens Costerstraat 15        | Dora de Vries (1921-1942)                          |
|              | HIER WOONDE ELIASAR DE VRIES GEB. 1884 GEDEPORTEERD 28-8-1942 UIT WESTERBORK VERMOORD 31-8-1942 AUSCHWITZ                                               | Lourens Costerstraat 15        | Eliasar de Vries (1884-1942)                       |
|              | HIER WOONDE ELISABETH DE VRIES GEB. 1917 GEDEPORTEERD 28-8-1942 UIT WESTERBORK VERMOORD 31-8-1942 AUSCHWITZ                                             | Lourens Costerstraat 15        | Elisabeth de Vries (1917-1942)                     |
|              | HIER WOONDE JACOB DE VRIES GEB. 1884 GEDEPORTEERD 28-8-1942 UIT WESTERBORK VERMOORD 31-8-1942 AUSCHWITZ                                                 | Lourens Costerstraat 15        | Jacob de Vries (1884-1942)                         |
|              | HIER WOONDE SIMON PHILIP DE VRIES GEB. 1870 GEDEPORTEERD 1944 UIT WESTERBORK VERMOORD 24-3-1944 BERGEN-BELSEN                                           | Bakenessergracht 46            | Simon Philip de Vries (1870-1944)                  |
|              | HIER WOONDE JUDITH DE VRIES-DE JONG GEB. 1870 GEDEPORTEERD 1944 UIT WESTERBORK VERMOORD 17-1-1944 BERGEN-BELSEN                                         | Bakenessergracht 46            | Judith de Vries-de Jong (1870-1944)                |
|              | HIER WOONDE MATJE DE VRIES-SCHELLEVIS GEB. 1883 GEDEPORTEERD 28-8-1942 UIT WESTERBORK VERMOORD 31-8-1942 AUSCHWITZ                                      | Lourens Costerstraat 15        | Matje de Vries-Schellevis (1883-1942)              |
|              | HIER WOONDE ABRAHAM WALLACH GEB. 1856 OVERLEDEN 1-2-1943 AMSTERDAM                                                                                      | Gortestraat 21                 | Abraham Wallach (1856–1943)                        |
|              | HIER WOONDE GRIETJE WALLACH-GOBETS GEB. 1867 GEDEPORTEERD 4-5-1943 UIT WESTERBORK VERMOORD 7-5-1943 SOBIBOR                                             | Gortestraat 21                 | Grietje Wallach-Gobets (1867–1943)                 |
|              | HIER WOONDE HEDWIG WALLACH-PHILIPS GEB. 1877 GEDEPORTEERD 25-9-1942 UIT WESTERBORK VERMOORD 28-9-1942 AUSCHWITZ                                         | Van der Vinnestraat 9          | Hedwig Wallach-Philips (1877-1942)                 |
|              | HIER WOONDE BART WITTEMAN GEB. 1896 IN VERZET GEARRESTEERD 22-6-1943 GEDEPORTEERD 25-5-1944 UIT VUGHT DACHAU, BUCHENWALD VERMOORD 11-3-1945 HALBERSTADT | Nagtzaamstraat 79              | Bart Witteman (1896-1945)                          |
|              | HIER WOONDE FRIEDERIKA ZILVERSMIT GEB. 1922 GEDEPORTEERD 28-8-1942 UIT WESTERBORK VERMOORD 31-8-1942 AUSCHWITZ                                          | Lange Wijngaardstraat 14       | Friederika Zilversmit (1922-1942)                  |
|              | HIER WOONDE NATHANNI MOSES ZILVERSMIT GEB. 1886 GEDEPORTEERD 28-8-1942 UIT WESTERBORK VERMOORD 31-8-1942 AUSCHWITZ                                      | Lange Wijngaardstraat 14       | Nathanni Moses Zilversmit (1886-1942)              |
|              | HIER WOONDE MINNA ZILVERSMIT-HES GEB. 1890 GEDEPORTEERD 28-8-1942 UIT WESTERBORK VERMOORD 31-8-1942 AUSCHWITZ                                           | Lange Wijngaardstraat 14       | Minna Zilversmit-Hes (1890-1942)                   |
|              | HIER WOONDE JULES ZWARTSER GEB. 1909 GEVLUCHT NAAR SPANJE GEARRESTEERD VERMOORD 31-3-1943 MIDDEN-EUROPA                                                 | Kinderhuissingel 104           | Jules Zwartser (1909-1943)                         |

## Data van plaatsingen
- 1 maart 2013: twee Stolpersteine op Spaarne 25
- 3 maart 2022: vijftien Stolpersteine op Jansstraat 87, Kinderhuissingel, Lange Wijngaardstraat 14, Pijntorenstraat 20, Ripperdapark 26
- 14 april 2022: vijfentwintig Stolpersteine op Bakenessergracht 38, 43, 46 en 48, Duinoordstraat 28, Kinderhuisvest 3, Ridderstraat 6, Weteringstraat 24
- 28 april 2022: vijf Stolpersteine op Delftlaan 193
- 19 mei 2022: vijf Stolpersteine op Spaarnelaan 25
- 27, 29 januari en 3 februari: dertig Stolpersteine op zestien adressen
- 10 mei 2023: elf Stolpersteine op Grote Markt 31, Wilhelminastraat 49 & 50
- 14 mei 2023: een Stolperstein op Prinsesselaan 29
- 21 mei 2023: drie Stolpersteine op Anna van Burenlaan 69
- 8 november 2023: op Duindoornlaan 18, Kamerling Onnesstraat 54, Kleverparkweg 75, Verspronckweg 72
- 9 november 2023: op Bloemveldlaan 70, Dickmanstraat 57, Frans Halsplein 4, Frans Halsstraat 45, Rollandslaan 21
- 24 januari 2024: vijfentwintig Stolpersteine op Burgemeester Boreelstraat 6, Jan Luijkenstraat 96, Kleverparkweg 35 & 47, Rijksstraatweg 49, Zaanenlaan 62
- 16 mei 2024: achttien Stolpersteine op Burgemeester Boreelstraat 4-ZW, Jansweg 14, Nieuwe Gracht 19 & 62, Schagchelstraat 5, Schotersingel 9-0013 & 59
- 23 mei 2024: twaalf Stolpersteine op Jansstraat 12, Generaal Cronjéstraat 67-RD & 127, P.C. Hooftstraat 4
- 28 augustus 2024: twintig Stolpersteine op Gortestraat 21, Korte Begijnestraat 29-RD, Kruisweg 47-RD & 66-ZW
- 4 september 2024: acht Stolpersteine op Klein Heiligland 52-RD, Rechthuisstraat 40
- 28 januari 2025: dertig Stolpersteine, onder meer in de Badhuisstraat
- 15 maart 2025: een Stolperstein op Nagtzaamstraat 79